# Sebastiano Baggio
Sebastiano Baggio (Rosà, 16 mei 1913 – Rome, 21 maart 1993) was een Italiaans geestelijke en kardinaal van de Katholieke Kerk.
Baggio studeerde theologie en wijsbegeerte in Vicenza en aan de Pauselijke Gregoriaanse Universiteit in Rome, waar hij ook de Pauselijke Ecclesiastische Academie, de diplomatenopleiding van de Heilige Stoel bezocht. Hij werd op 21 december 1935 priester gewijd. Van 1938 tot 1946 werkte hij op de apostolische nuntiaturen in El Salvador, Bolivia, Venezuela en Colombia. Van 1946 tot 1948 werkte hij bij het Staatssecretariaat en van 1950 tot 1953 was hij substituut bij de Congregatie voor het Consistorie.
In 1953 benoemde paus Pius XII hem tot titulair aartsbisschop van Efese en tot nuntius in Chili. In 1959 werd hij apostolisch delegaat in Canada en in 1964 nuntius in Brazilië. Hij nam onderwijl deel aan het Tweede Vaticaans Concilie.
Tijdens het consistorie van 28 april 1969 creëerde paus Paulus VI hem kardinaal. De Santi Angeli Custodi a Città Giardino werd zijn titeldiakonie. In hetzelfde jaar werd hij aartsbisschop van Cagliari. Hij werd nu opgenomen in de rang van kardinaal-priesters met de Sint-Sebastiaan buiten de Muren als titelkerk. In 1974 werd hij prefect van de Congregatie voor de Bisschoppen en kardinaal-bisschop van het suburbicair bisdom Velletri-Segni. 
In 1980 was hij een van de deelnemers aan de Bijzondere Synode van de Bisschoppen van Nederland. Hij werd in 1984 benoemd tot president van de Pauselijke Commissie voor de Staat Vaticaanstad en tot kardinaal-patroon van de Orde van Malta. Beide functies legde hij in 1990 om gezondheidsredenen neer. In 1985 werd hij camerlengo. Deze functie bleef hij behouden tot zijn overlijden.
- Gemeinsame Normdatei: 1098454812
- International Standard Name Identifier: 0000 0000 6149 0251
- Library of Congress Control Number: n92013804
- Istituto Centrale per il Catalogo Unico: SBLV209388
- Système universitaire de documentation: 076962148
- Virtual International Authority File: 65659026
- WorldCat: E39PBJpyv9JyCpXKcFxyFVVjYP